# Kaliella hongkongensis
Kaliella hongkongensis је пуж из реда Stylommatophora и фамилије Helicarionidae.

## Угроженост
Ова врста се сматра рањивом у погледу угрожености врсте од изумирања.

## Распрострањење
Ареал врсте је ограничен на једну државу. 
Хонгконг је једино познато природно станиште врсте.